# Jeannie Seely

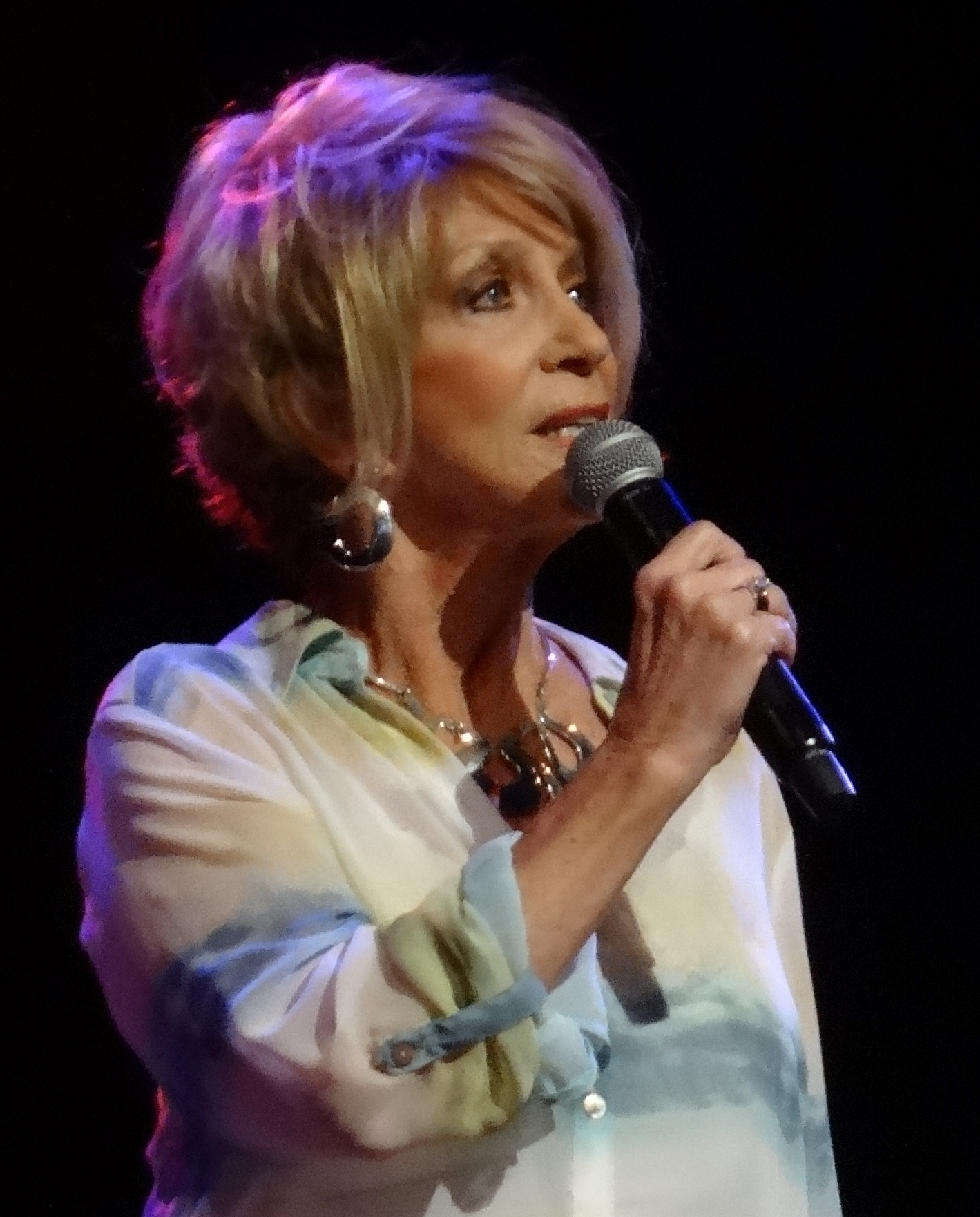
Jeannie Seely (2015)

Marilyn Jeanne „Jeannie“ Seely (* 6. Juli 1940 in Titusville, Pennsylvania; † 1. August 2025 in Nashville) war eine US-amerikanische Country-Sängerin und Songschreiberin. Für ihre erfolgreichste Aufnahme Don’t Touch Me, geschrieben von ihrem späteren Ehemann Hank Cochran, erhielt sie 1967 einen Grammy. Ihr vom Soul beeinflusster Gesang wurde von Kritikern gelobt, die ihr den Spitznamen Miss Country Soul gaben.

## Biografie
Jeannie Seely begann bereits als Kind mit dem Singen. Mit elf sang sie regelmäßig in einer lokalen Radioshow. Es folgten Jahre, in denen sie in Auditorien, kleineren Clubs und Country-Musik-Parks auftrat. Sie zog nach Kalifornien und arbeitete als Sekretärin bei Liberty and Imperial Records, bevor sie 1965 auf Bitten von Dottie West nach Nashville zog. Im selben Jahr nahm sie für das kleine Label Challenge ihre ersten erfolglosen Singles auf.
Seely hatte zunächst Erfolg als Autorin für andere Künstler. So hatte die Soul-Sängerin Irma Thomas bereits 1964 mit Anyone Who Knows What Love Is (Will Understand) einen Hit. Später nahmen neben Dottie West auch andere Country-Stars wie Faron Young, Norma Jean oder Hank Williams, Jr. Lieder von Seely auf. Don’t Touch Me war schließlich ihr großer Durchbruch; es erreichte 1966 Platz zwei der Country-Charts. Sie erhielt 1967 dafür einen Grammy für die beste weibliche Gesangsleistung einer Country-Sängerin. Es folgten bis 1978 Hits auf den Labels Monument, Decca, MCA und Columbia. Die meisten dieser Songs wurden von Hank Cochran geschrieben, den Seely 1969 heiratete.
Ein weiterer großer Erfolg war 1969 ein Duett mit Jack Greene, Wish I Didn’t Have to Miss You, ebenfalls Platz zwei in den Country-Charts. Seelys weitere Top-10-Erfolge waren I’ll Love You More (Than You Need) (1967) und Can I Sleep in Your Arms (1973). Zwischen 1966 und 1978 hatte sie insgesamt 27 Hits in den US-amerikanischen Country-Charts.

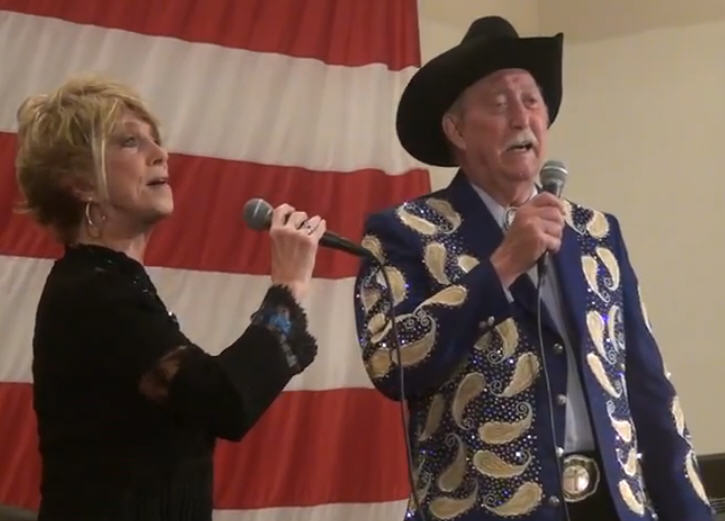
Jeannie Seely und Jack Greene (frühe 2010er)

Seely trat ab Mitte der 1960er Jahre regelmäßig im Fernsehen auf. Sie löste unter anderem Norma Jean in der Porter Wagoner Show als Sängerin ab. Seely selbst wurde später von Dolly Parton abgelöst, die als Duettpartnerin von Wagoner große Erfolge feierte. Bereits 1967 wurde Seely als Mitglied in die Grand Ole Opry aufgenommen. Sie war die erste Frau, die regelmäßig Opry-Sendungen moderierte. Dies war umso bemerkenswerter, nachdem ihr erster Auftritt im Jahre 1966 – Seely trug einen Minirock – noch einen Skandal beim konservativen Country-Publikum ausgelöst hatte.
1977 wurde ihre Karriere unterbrochen, nachdem sie bei einem Autounfall schwere Verletzungen erlitten hatte. Ihre Ehe mit Hank Cochran endete 1979. Ein Jahr später hatte Seely neben Willie Nelson einen Auftritt in dem oscarnominierten Film Honeysuckle Rose. Ein weiterer kleiner Filmauftritt folgte 2002 neben Faye Dunaway in Changing Hearts.
Seelys Haus am Cumberland River wurde bei den Überschwemmungen in Tennessee 2010 zerstört. Als das Wasser in ihrer Nachbarschaft zu steigen begann, entkamen Seely und ihr zweiter Mann, der Rechtsanwalt Eugen „Gene“ Ward, in einem Auto. Seely verlor die meisten ihrer Besitztümer sowie über die Jahre ihrer Karriere gesammelten Memorabilia, nachdem das Wasser das Innere des Hauses stark beschädigt hatte.
Auch im hohen Alter war Seely noch aktiv. Ab 2011 erschienen drei Alben, zuletzt 2020 An American Classic. Auf dem Album sind zahlreiche Stargäste wie Willie Nelson, Ray Stevens, Lorrie Morgan, Vince Gill oder Waylon Payne zu hören. Ihr Mann erlag im Dezember 2024 einer Krebserkrankung.
Jeannie Seely starb im August 2025 im Alter von 85 Jahren in einem Krankenhaus in Hermitage, einem Stadtteil von Nashville.

## Diskografie

### Studioalben
| Jahr | Titel Musiklabel                          | Höchstplatzierung, Gesamtwochen, AuszeichnungChartsChartplatzierungen (Jahr, Titel, Musiklabel, Platzierungen, Wochen, Auszeichnungen, Anmerkungen) | Anmerkungen     |
| Jahr | Titel Musiklabel                          | Country | Anmerkungen     |
| ---- | ----------------------------------------- | --- | --------------- |
| 1966 | The Seely Style Monument                  | Country8 (20 Wo.)Country |                 |
| 1967 | Thanks, Hank! Monument                    | Country17 (12 Wo.)Country |                 |
| 1968 | I’ll Love You More Monument               | Country30 (9 Wo.)Country |                 |
| 1968 | Little Things Monument                    | Country36 (4 Wo.)Country |                 |
| 1970 | Jack Greene and Jeannie Seely Decca       | Country18 (14 Wo.)Country | mit Jack Greene |
| 1972 | Two for the Show Decca                    | Country36 (4 Wo.)Country | mit Jack Greene |
| 1973 | Can I Sleep in Your Arms/Lucky Ladies MCA | Country15 (13 Wo.)Country |                 |

Weitere Studioalben
- 1969: Jeannie Seely (Decca)
- 1970: Please Be My New Love (Decca)
- 1990: Jeannie Seely (Faux Paw/Shadpoke)
- 1994: Number One Christmas (Power Pak)
- 1999: Been There...Sung That! (Faux Paw/Shadpoke)
- 2003: Life’s Highway (OMS)
- 2011: Vintage Country: Old But Treasured (Cheyenne)
- 2017: Written in Song (Cheyenne)
- 2020: An American Classic (Curb)

### Livealben
- 1978: Live at the Grand Ole Opry (Pinnacle)

### Kompilationen
- 1973: Greatest Hits (Decca)
- 1982: Greatest Hits (with Jack Greene, Neuaufnahmen) (Gusto)
- 1993: Greatest Hits on Monument
- 1996: The Grand Ladies of the Opry (mit Skeeter Davis & Jean Shepard)
- 1997: Personal
- 2003: 20 All-Time Greatest Hits

### Singles
| Jahr | Titel Album                                                            | Höchstplatzierung, Gesamtwochen, AuszeichnungChartplatzierungen (Jahr, Titel, Album, Platzierungen, Wochen, Auszeichnungen, Anmerkungen) | Höchstplatzierung, Gesamtwochen, AuszeichnungChartplatzierungen (Jahr, Titel, Album, Platzierungen, Wochen, Auszeichnungen, Anmerkungen) | Anmerkungen     |
| Jahr | Titel Album                                                            | US | Country | Anmerkungen     |
| ---- | ---------------------------------------------------------------------- | --- | --- | --------------- |
| 1966 | Don’t Touch Me The Seely Style                                         | US85 (5 Wo.)US | Country2 (21 Wo.)Country |                 |
| 1966 | It’s Only Love The Seely Style                                         | — | Country15 (15 Wo.)Country |                 |
| 1966 | A Wanderin’ Man Thanks, Hank!                                          | — | Country13 (13 Wo.)Country |                 |
| 1967 | When It’s Over I’ll Love You More                                      | — | Country39 (10 Wo.)Country |                 |
| 1967 | These Memories Thanks, Hank!                                           | — | Country42 (8 Wo.)Country |                 |
| 1967 | I’ll Love You More (Than You’ll Need) I’ll Love You More               | — | Country10 (15 Wo.)Country |                 |
| 1968 | Welcome Home to Nothing Little Things                                  | — | Country24 (12 Wo.)Country |                 |
| 1968 | How Is He? Little Things                                               | — | Country23 (10 Wo.)Country |                 |
| 1969 | Just Enough to Start Me Dreamin’ Jeannie Seely                         | — | Country43 (11 Wo.)Country |                 |
| 1969 | Wish I Didn’t Have to Miss You Jack Greene and Jeannie Seely           | — | Country2 (16 Wo.)Country | mit Jack Greene |
| 1970 | Please Be My New Love                                                  | — | Country46 (6 Wo.)Country |                 |
| 1970 | Tell Me Again Can I Sleep in Your Arms/Lucky Ladies                    | — | Country58 (5 Wo.)Country |                 |
| 1971 | You Don’t Understand Him Like I Do –                                   | — | Country71 (5 Wo.)Country |                 |
| 1971 | All Right (I’ll Sign the Papers) Can I Sleep in Your Arms/Lucky Ladies | — | Country42 (10 Wo.)Country |                 |
| 1971 | Much Oblige Two for the Show                                           | — | Country15 (13 Wo.)Country | mit Jack Greene |
| 1972 | Pride Can I Sleep in Your Arms/Lucky Ladies                            | — | Country47 (9 Wo.)Country |                 |
| 1972 | What in the World Has Gone Wrong with Our Love Two for the Show        | — | Country19 (12 Wo.)Country | mit Jack Greene |
| 1972 | Farm in Pennsyltucky Can I Sleep in Your Arms/Lucky Ladies             | — | Country72 (3 Wo.)Country |                 |
| 1973 | Can I Sleep in Your Arms Can I Sleep in Your Arms/Lucky Ladies         | — | Country6 (18 Wo.)Country |                 |
| 1973 | Lucky Ladies Can I Sleep in Your Arms/Lucky Ladies                     | — | Country11 (13 Wo.)Country |                 |
| 1974 | I Miss You –                                                           | — | Country37 (10 Wo.)Country |                 |
| 1974 | He Can Be Mine –                                                       | — | Country26 (14 Wo.)Country |                 |
| 1975 | Take My Hand –                                                         | — | Country59 (9 Wo.)Country |                 |
| 1976 | Since I Met You Boy –                                                  | — | Country96 (3 Wo.)Country |                 |
| 1977 | We’re Still Hangin’ in There, Ain’t We Jessi –                         | — | Country80 (5 Wo.)Country |                 |
| 1977 | Take Me to Bed –                                                       | — | Country97 (1 Wo.)Country |                 |

Weitere Singles
- 1964: If I Can’t Have You
- 1965: Bring It on Back
- 1965: Today Is Not the Day
- 1968: Little Things
- 1969: Jeannie’s Song
- 1975: The First Time